# Erika Esop
Erika Esop (geb. Müller, 1935–1952 Erika Möldre, Pseudonym gemeinsam mit der Autorin Ira Lember Artur Erich, * 2. Juni 1927 in Tallinn; † 24. Dezember 1999 ebenda) war eine estnische Schriftstellerin und Kinderbuchautorin.

## Leben
Erika Esop besuchte von 1935 bis 1940 das Englische Privatcollege in Tallinn und anschließend bis 1946 das Tallinner Kommerzgymnasium für Mädchen, das seit 1944 „Technikum für Rechnungswesen und Planwirtschaft“ hieß. Nach dem Abschluss lernte sie am Tallinner Lehrerseminar diverse Fremdsprachen (Englisch, Deutsch, Finnisch), während sie parallel dazu bereits als Buchhalterin in einer Genossenschaft arbeitete. In diesem Beruf war sie in verschiedenen Stellungen bis 1983 tätig, danach lebte sie als freie Schriftstellerin in Tallinn.
Erika Esop war seit 1988 Mitglied des Estnischen Schriftstellerverbands.

## Werk
Esop veröffentlichte ihre ersten Kindergedichte 1961 in einer Zeitschrift und im selben Jahr auch ihr erstes Kinderbuch. In rascher Folge legte die Autorin weitere Gedichtbände vor, denen bald auch Prosabücher folgten. In ihnen brachte sie der jugendlichen Leserschaft die Vergangenheit Estlands näher, beispielsweise in dem Roman Das reiche Mädchen (1995), das eine „spannende Geschichte aus der Zeit der ersten estnischen Republik“ liefert.
Auch in ihren Romanen für Erwachsene wird die politische Geschichte mit der Familiengeschichte verbunden, wie ein Kritiker konstatiert.

## Auszeichnungen
- 1996 Karl-Eduard-Sööt-Preis für Kindergedichte
- 1996 Anton-Hansen-Tammsaare-Preis der Gemeinde Albu (gemeinsam mit Ira Lember)

## Bibliografie

### Kinder- und Jugendliteratur
- Päikesepüüdja ('Der Sonnenjäger'). Tallinn: Eesti Riiklik Kirjastus 1961. 25 S.
- Kes seal rassib ('Wer tobt da?'). Tallinn: Eesti Riiklik Kirjastus 1964. 20 S.
- Kaie sussid ('Kais Puschen'). Tallinn: Eesti Raamat 1967. 12 S.
- Kes me oleme ('Wer sind wir'). Tallinn: Eesti Raamat 1969. 29 S.
- Naerulind ('Der Lachvogel'). Tallinn: Eesti Raamat 1975. 32 S.
- Jõhvikavärvija ('Der Moosbeerenanmaler'). Tallinn: Eesti Raamat 1979. 40 S.
- Kümme keerusaia ('Zehn Hörnchen'). Tallinn: Eesti Raamat 1982. 56 S.
- Valge peaga poiss ('Der blonde Junge'). Tallinn: Eesti Raamat 1983. 60 S.
- Rubiku kuubik ja mina ('Der Zauberwürfel und ich'). Tallinn: Eesti Raamat 1986. 93 S.
- Spordipäev metsas ('Ein Sporttag im Wald'). Tallinn: Eesti Raamat 1987.
- Lõbus tuul ('Der lustige Wind'). Tallinn: Eesti Raamat 1988. 110 S.
- Jõulusoov ('Weihnachtswunsch'). Tallinn: Ilo 1993. 24 S.
- Lendstart ('Flugstart'). Tallinn: Oktober 1993. 43 S.
- Soolaröövlite koopas. Paadikuuri vang ('In der Höhle der Salzräuber. Der Gefangene des Bootsschuppens'). Tallinn: Kupar 1994. 126 S.
- Mustmurilased ('Die Schwarzhundigen'). Rapla: Graafiline Produktsioon 1994. 43 S.
- Rikas tüdruk ('Das reiche Mädchen'). Tallinn: Olion 1995. 159 S.
- Pildinõid ('Die Bildhexe'). Tallinn: s.n. 1995. 39 S.
- Laps loeb salmi ('Das Kind liest ein Gedicht'). Tallinn: Huma 1996. 40 S.
- Rätiku Roosi ('Die Tuch-Roosi'). Kuressaare: Tormikiri 1998. 31 S.
- Pikk naine ('Die große Frau'). Kuressaare: Tormikiri 1999. 85 S.

### Romane
- Magamata ööd ('Schlaflose Nächte'). Tallinn: Aleksandra 1992. 206 S.
- Patu hind ('Der Preis der Sünde'). Kuressaare: Tormikiri 2000. 191 S.

### Gemeinsam mit Ira Lember unter dem Pseudonym Artur Erich verfasste Romane
- Äike ('Das Gewitter'). Tallinn: Eesti Raamat 1991. 223 S.
- Pärast äikest ('Nach dem Gewitter'). Tallinn: Eesti Raamat 1995. 246 S.
- Välgust tabatud ('Vom Blitz getroffen'). Tallinn: Eesti Raamat 1996. 214 S.
- Varjud ('Schatten'). Tallinn: Eesti Raamat 1999. 215 S.